# Samantha Mahurin
Samantha Mahurin (* 21. Juni 1999) ist eine US-amerikanische Schauspielerin und insbesondere durch ihre Rollen als Kind bekannt. 

## Leben
Samantha Mahurin wurde in Central Coast (Kalifornien, USA) geboren und begann mit dem Schauspiel im Alter von 4 Jahren. Mit 13 Jahren legte sie eine Pause vom professionellen Schauspiel ein, nahm aber an verschiedenen Schultheaterstücken, Chören und Tanzgruppen teil.
Mahurin wurde bekannt durch ihre Rolle Jess Borden in Prestige – Die Meister der Magie.

## Filmografie
- 2004–2005: Schatten der Leidenschaft (The Young and the Restless, Fernsehserie)
- 2005–2006: Zeit der Sehnsucht (Days of Our Lives, Fernsehserie)
- 2006: Prestige – Die Meister der Magie (The Prestige, Spielfilm)